# Boeken op reis
Boeken op reis is een televisieprogramma dat wordt gemaakt door de VPRO met als presentator Wim Brands. Het is de reisvariant op de zondageditie Boeken.

## Format
In het programma bezoekt Brands een buitenlandse schrijver die recent een succesvol gepubliceerde boek in Nederland heeft uitgebracht.

## Afleveringen
Samen met David Kleijwegt maakt Brands begin 2015 een nieuwe reeks Boeken op reis. Tot nu toe zijn onderstaande auteurs geïnterviewd:
- 1 september 2013: Karl Ove Knausgård in Österlen, Zweden;
- 8 september 2013: David Grossman in Jeruzalem, Israël;
- 15 september 2013: Annie Proulx in Saratoga, Wyoming;
- 22 september 2013: David Sedaris in de Sussex, Engeland;
- 29 september 2013: Lionel Shriver in Brooklyn, New York;
- 6 oktober 2013: Claire Vaye Watkins in Death Valley, V.S.